# Kupffercell
Kupfferceller eller Kupffer-Browicz-celler är en form av makrofager i levern. De har en lymfatisk funktion och avlägsnar bakterier och viruspartiklar från blodcirkulationen.